# Lessertia annua
Lessertia annua là một loài thực vật có hoa trong họ Đậu. Loài này được (Murray) DC. miêu tả khoa học đầu tiên năm 1802.